# Gazeksport
Gazeksport (Russisch: Газэкспорт) is een 100% dochteronderneming (NV) van het Russische aardgasbedrijf Gazprom en exporteert aardgas vanuit Rusland naar landen in Europa en naar GOSlanden. De voorzitter van het bedrijf is Aleksandr Medvedev.
Het bedrijf werd opgericht op 9 april 1997.
Gaseksport exporteert het gas via de pijpleidingen:
- Blauwe Stroom
- Jamal-Europa Gasleiding
- Noord-Europese Gasleiding